# طلحه
ابومحمد طلحه بن عبیداللّٰه تیمی قریشی (به عربی: أبو مُحمَّد طَلْحَةُ بْنُ عُبَيْدِ اللَّٰه التَّيمي القُرَشي) صحابه مشهور محمد، معروف به طلحةالجواد، طلحةالجود، و طلحه الخیر ملقب به ابو محمّد و از اولین اسلام آورندگان است و جزو ده تنی است که در روایت اهل سنت معروف به عشره مبشره، محمد به آنان وعده بهشت را داده‌است. وی جزو قبیله بنی‌تیم قریش بود.

## در زمان محمد
وی در نوجوانی توسط ابوبکر مسلمان شد. او یکی از معدود افراد قریش بود که به نوشتن آشنایی داشت. طلحه هم‌طایفه ابوبکر بود. آن دو بسیار با هم دوست و مونس بودند به‌طوری‌که نسبت به هم لقب قرینان را داشتند. بر طبق روایات مشهور، این نام‌گذاری به این علت است که در زمان شکنجه مسلمانان از سوی بت پرستان با یک طناب به هم بسته شده بودند. بر طبق روایات دیگر، طلحه به خاطر دوستی پدرش با ابوبکر، با وی دوست بود. مادر طلحه، صعبه دختر عبدالله بن عماد حضرمی بود. عبدالله هم‌پیمان حرب بن امیه بود.
طلحه روایت می‌کند که راهبی با وی دربارهٔ ظهور آخرین پیامبر در آن دوران، صحبت نموده‌است. بعد از آن طلحه به سرعت به سمت مکه شتافت و توسط ابوبکر با محمد آشنا گردید و اسلام را پذیرفت. طلحه تجارتش را با کاروانش در شام ادامه داد و با مسلمانان دیگر به حبشه نرفت. در هنگام هجرت محمد و ابوبکر به مدینه، طلحه که از شام برمی‌گشت، با آنان در خرار ملاقات کرد و به آنان لباس‌هایی که از شام آورده بود هدیه داد و همچنین اخباری از مسلمانان در مدینه به آنان داد. بعد از آن به مکه رفت و خانواده ابوبکر من‌جمله عایشه را تحت مراقبت از آنجا به مدینه آورد.
کمی قبل از جنگ بدر، محمد، طلحه و سعید بن زیاد بن عمرو بن نوفیل را به تجسس در مورد کاروان مکه فرستاد؛ بنابراین این دو در این جنگ حضور نداشتند، اما به آنان از غنایم این جنگ سهم داده شد. پس از جنگ احد وی به خاطر محافظت از جان محمد مشهور شد و دو تن از لشکر بت پرستان مکه را کشت زخمهایی زیادی برداشت و یک یا دو انگشتش لمس و فلج شد. به خاطر این شجاعت، محمد به وی وعده بهشت را داد. طلحه از آن پس در تمامی غزوات محمد حضور داشت. او در حجةالوداع نیز او را همراهی کرد.

## در حوادث جانشینی محمد
طلحه از آن گروهی بود که به دلیل مشورت نکردن ابوبکر با علی، با تأخیر و تعلل و پس از چند روز از گذشت سقیفه با ابوبکر بیعت کرد.

## دوران خلافت ابوبکر و عمر
پس از درگذشت محمد، وی از ابوبکر حمایت کرد. تنها ابن اسحاق است که روایاتی مبنی بر حمایت طلحه از علی و عدم بیعت با ابوبکر دارد که دانشنامه اسلام، آن روایت را مردود می‌شمارد. طلحه در جنگ ذوالقصه حضور داشت. این جنگ، جنگ رده را نیز به دنبال داشت.
طلحه، زبیر و عبدالله بن مسعود در زمان خلافت ابوبکر و در زمان شورش گروهی از اعراب که به نام از دین برگشتگان شهرت یافتند به فرماندهی گاردهای حفاظتی و دسته‌های گشت زنی مدینه منصوب شدند.
قبل از وفات ابوبکر، پس از اینکه ابوبکر، عمر را به خلافت منصوب نمود، طلحه به این انتخاب اعتراض کرد، چون عمر را مردی خشن می‌دانست. دانشنامه اسلام بر این باور است که ممکن است طلحه به خلافت خودش بعد از ابوبکر امیدوار بوده باشد. عمر، طلحه را جزو شش نفر اهل شورا و یکی از نامزدهای خلافت پس از خودش قرار داد.

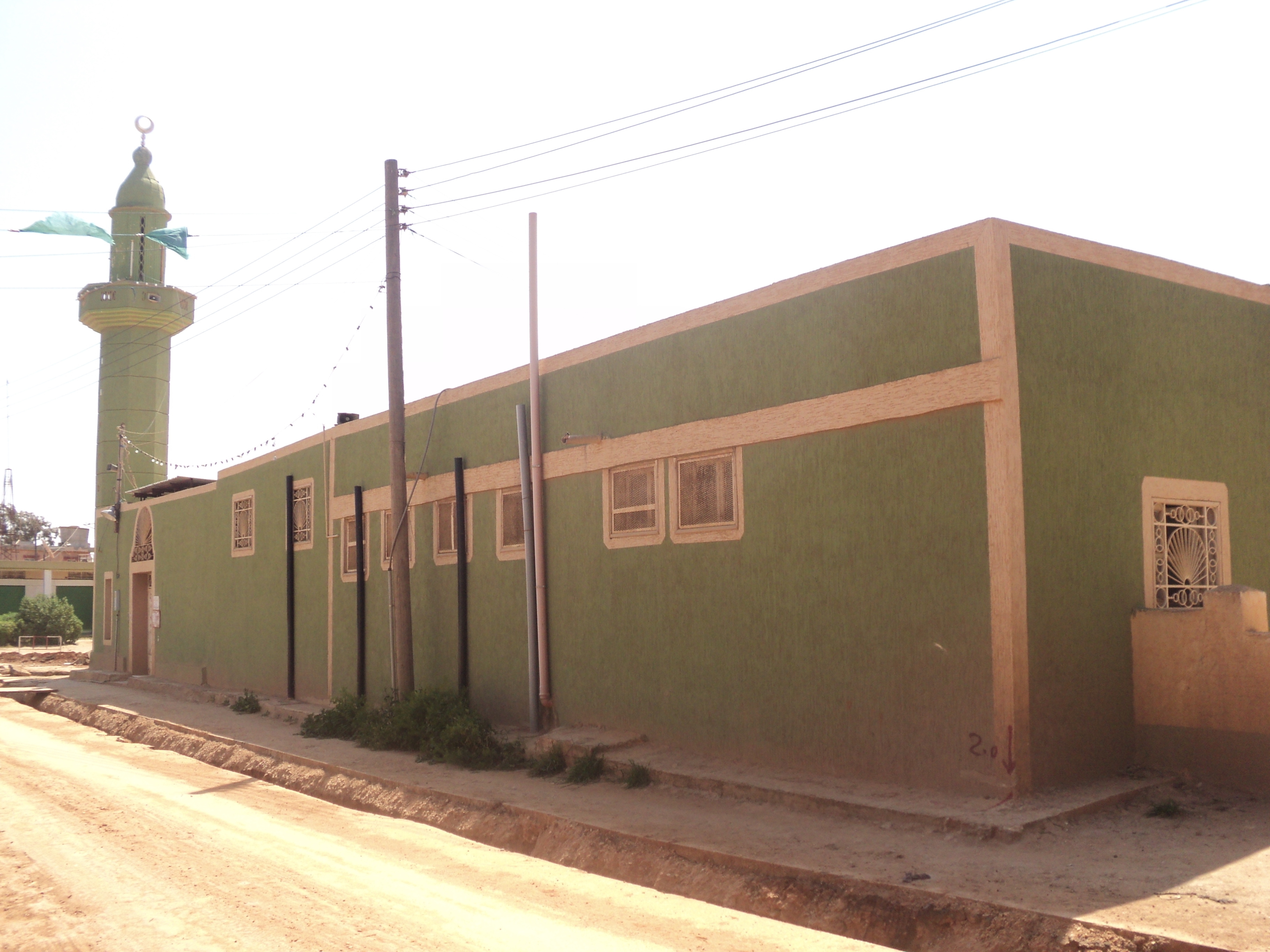
مسجد طلحه در بنغازی

## دوران خلافت عثمان و علی
طلحه در زمان انتخاب عثمان، در مدینه نبود و پس از بازگشت به مدینه، از اینکه صبر نکرده‌اند تا وی بیاید و نظر وی را اهمیت نداده‌اند، از اهل شور گله کرد. عثمان گفت که حاضر است استعفا بدهد و دوباره اهل شور در مورد خلافت تصمیم بگیرند. اما طلحه با وی بیعت کرد. عثمان در ابتدا، سعی می‌کرد که با دادن هدایای فراوان به طلحه، وی را از حامیان خود کند. بر طبق روایت موسی بن طلحه، عثمان به طلحه ۲۰۰٬۰۰۰ دینار اعطا کرد و همچنین به وی اجازه داد که سهمش در املاک خیبر را بدهد و به جایش زمین‌های حاصل خیز نشتاستج در نزدیکی کوفه را بگیرد. با این وجود، طلحه یکی از بزرگترین منتقدان عثمان در میان صحابه بود و به شهرهای پادگانی نامه می‌نوشت و مردمان آن دیار را به شورش علیه عثمان فرا می‌خواند. در هنگام محاصره خانه عثمان، طلحه کلیدهای خزانه را در اختیار خود داشت و با شورشیان مصر، ارتباط نزدیک داشت و آشکارا همانند شورشیان، عزل عثمان را خواستار بود و عایشه یکی از حامیان وی در امر خلافت بعد از عثمان بود.
پس از قتل عثمان، شورشیان مصر و قبیله قریش، حامیان طلحه در امر خلافت بودند و شورشیان کوفه و اکثر انصار از حامیان علی بودند که بالاخره حامیان علی توانستند حرف خود را بر کرسی بنشانند. مالک اشتر که رهبر کوفیان بود، طلحه را به زور به مسجد آورد و مجبورش کرد که با علی بیعت کند.

### جنگ جمل
طلحه و زبیر که نا به دلخواه با علی بیعت کرده بودند و خود را از نزدیکان و صحابه خاص برمی‌شمردند و اموال بسیاری در دوران خلفای قبلی بدست آورده بودند و در مقابل مصادره شدن اموالشان که از نظر خودشان حقشان و از نظر علی، حق‌الناس بود سر به مخالفت گذاشتند و به مکه گریخته و با تحریک کردن عایشه (همسر محمد) خود را خون خواه عثمان نامیدند و علی را مسئول خون عثمان دانستند و با فراهم آوردن سپاهی از مکه به بصره به امید جمع‌آوری حامی رفتند و قول خلع علی و انتخاب دوباره خلیفه بعدی را دادند. بین طلحه و زبیر، رقابت شدیدی در خلافت وجود داشت. زبیر که خود را از حامیان دائمی عثمان می‌دانست، خود را مستحق تر به خلافت می‌دانست.
عایشه نقش زیادی در برانگیزش مردم بر ضد علی داشت، اما طلحه و زبیر نمی‌توانستند به اندازه وی مؤثر باشند، زیرا این دو نیز در برهم زدن افکار عمومی بر ضد عثمان نقش داشتند و در قتل وی به نوبه خود مسئول بودند. لئورا وچا ولیری معتقد است این دو از طرفی نیز بلافاصله با علی بیعت کرده بودند و در حال حاضر برای توجیه پیمان‌شکنی خود با علی، مدعی بودند که به زور با وی بیعت نموده‌اند.
در جنگ جمل تعداد زیادی از هر دو گروه کشته شدند؛ که در گزارشهای مختلف از این واقعه بین ۶۰۰۰ تا ۳۰٬۰۰۰ تن گفته شده‌است. این جنگ با پیروزی علی پایان گرفت.

## درگذشت
طلحه در جنگ جمل (۱۵ جمادی‌الاول ۳۶ هجری/۸ دسامبر ۶۵۶ میلادی) و توسط مروان بن حکم که در سپاه خودش بود، کشته شد. مروان تیری به زانوی طلحه زد که خون بسیاری از وی رفت و کشته شد. برخی مورخان قرن معاصر مانند کائتانی معتقدند که روایت کشته شدن طلحه به دست مروان صحت ندارد و توسط دشمنان امویان ساخته شده‌است. اما دانشنامه اسلام مروان را قاتل طلحه می‌داند به این علت که در دوران خلافت آل مروان، تبلیغات امویان در شام، مروان را اولین انتقام گیرنده از عثمان می‌دانستند.
محمد پسر بزرگ طلحه نیز در جنگ جمل کشته شد. موسی بن طلحه که از بازماندگان جنگ بود، از سوی علی بخشیده شد و وارث اموال فراوان طلحه در عراق و سرات عربستان گردید. در میان صحابیون محمد، تنها طلحه است که دارایی‌هایش از عثمان فزونی می‌گرفت و وی به همراه عثمان از صحابیون بخشنده و خیّر محسوب می‌گردد.

## همسران و فرزندان
طلحه حداقل از هشت زن پانزده فرزند داشت.
ام کلثوم بنت ابی‌بکر دختر ابوبکر از همسران طلحه بود که از او صاحب سه فرزند بنام‌های زکریا، یوسف و عایشه شد. عایشه با مصعب بن زبیر ازدواج کرد.
ام‌اسحاق نیز یکی دیگر از دختران طلحه بود که ابتدا با حسن بن علی ازدواج کرد و پس از درگذشت او با برادرش حسین بن علی ازدواج کرد.